# Primus Classic 2022
La 12.ª edición de la clásica ciclista Primus Classic fue una carrera en Bélgica que se celebró el 17 de septiembre de 2022 sobre un recorrido de 197,7 kilómetros con inicio en la ciudad de Brakel y final en la ciudad de Haacht.
La carrera formó parte del UCI ProSeries 2022, dentro de la categoría 1.Pro. El vencedor fue el belga Jordi Meeus del Bora-Hansgrohe seguido del francés Arnaud Démare del Groupama-FDJ y el alemán Max Kanter del Movistar.

## Equipos participantes
Tomaron parte en la carrera 20 equipos: 13 de categoría UCI WorldTeam, 6 de categoría UCI ProTeam y 3 de categoría Continental. Formaron así un pelotón de 154 ciclistas de los que acabaron 89. Los equipos participantes fueron:
| WorldTeams (13)- Quick-Step Alpha Vinyl - AG2R Citroën Team - Bora-Hansgrohe - Cofidis - EF Education-EasyPost - Groupama-FDJ - Intermarché-Wanty-Gobert Matériaux - Israel-Premier Tech - Lotto-Soudal - Movistar Team - BikeExchange-Jayco - Team DSM - Trek-Segafredo ProTeams (6)- Alpecin-Deceuninck - B&B Hotels-KTM - Bingoal Pauwels Sauces WB - Sport Vlaanderen-Baloise - TotalEnergies - Uno-X Pro Cycling Team Equipos continentales (3)- Tarteletto-Isorex - À Bloc CT - Minerva Cycling Team |
| |

## Clasificación final
- La clasificación finalizó de la siguiente forma:[3]

| \| Clasificación general \| Clasificación general \| Clasificación general \| Clasificación general \| Clasificación general \| \| Ciclista \| Ciclista \| Equipo \| Tiempo \| \| \| --------------------- \| --------------------- \| ------------------------ \| --------------------- \| --------------------- \| \| 1.º \| Jordi Meeus \| Bora-Hansgrohe \| 4 h 43 min 32 s \| \| \| 2.º \| Arnaud Démare \| Groupama-FDJ \| + 0 s \| \| \| 3.º \| Max Kanter \| Movistar Team \| + 0 s \| \| \| 4.º \| Kenneth Van Rooy \| Sport Vlaanderen-Baloise \| + 0 s \| \| \| 5.º \| Guillaume Boivin \| Israel-Premier Tech \| + 0 s \| \| \| 6.º \| Anthony Turgis \| TotalEnergies \| + 0 s \| \| \| 7.º \| Simone Consonni \| Cofidis \| + 0 s \| \| \| 8.º \| Oliver Naesen \| AG2R Citroën Team \| + 0 s \| \| \| 9.º \| Dries De Bondt \| Alpecin-Deceuninck \| + 0 s \| \| \| 10.º \| Pierre Gautherat \| AG2R Citroën Team \| + 0 s \| \| |                  |                          |                 |
| |                  |                          |                 |
| Fuente: ProCyclingStats |                  |                          |                 |
| Clasificación general |                  |                          |                 |
| Ciclista | Ciclista         | Equipo                   | Tiempo          |
| 1.º | Jordi Meeus      | Bora-Hansgrohe           | 4 h 43 min 32 s |
| 2.º | Arnaud Démare    | Groupama-FDJ             | + 0 s           |
| 3.º | Max Kanter       | Movistar Team            | + 0 s           |
| 4.º | Kenneth Van Rooy | Sport Vlaanderen-Baloise | + 0 s           |
| 5.º | Guillaume Boivin | Israel-Premier Tech      | + 0 s           |
| 6.º | Anthony Turgis   | TotalEnergies            | + 0 s           |
| 7.º | Simone Consonni  | Cofidis                  | + 0 s           |
| 8.º | Oliver Naesen    | AG2R Citroën Team        | + 0 s           |
| 9.º | Dries De Bondt   | Alpecin-Deceuninck       | + 0 s           |
| 10.º | Pierre Gautherat | AG2R Citroën Team        | + 0 s           |

## UCI World Ranking
La Primus Classic otorgó puntos para el UCI World Ranking para corredores de los equipos en las categorías UCI WorldTeam, UCI ProTeam y Continental. Las siguientes tablas muestran el baremo de puntuación y los 10 corredores que obtuvieron más puntos:
| Posición              | 1.º | 2.º | 3.º | 4.º | 5.º | 6.º | 7.º | 8.º | 9.º | 10.º | 11.º | 12.º | 13.º | 14.º | 15.º | 16.º-30.º | 31.º-40.º |
| Clasificación general | 200 | 150 | 125 | 100 | 85  | 70  | 60  | 50  | 40  | 35   | 30   | 25   | 20   | 15   | 10   | 5         | 3         |

| Clasificación |                  |                          |         |
| Posición      | Ciclista         | Equipo                   | General |
| ------------- | ---------------- | ------------------------ | ------- |
| 1.º           | Jordi Meeus      | Bora-Hansgrohe           | 200     |
| 2.º           | Arnaud Démare    | Groupama-FDJ             | 150     |
| 3.º           | Max Kanter       | Movistar                 | 125     |
| 4.º           | Kenneth Van Rooy | Sport Vlaanderen-Baloise | 100     |
| 5.º           | Guillaume Boivin | Israel-Premier Tech      | 85      |
| 6.º           | Anthony Turgis   | TotalEnergies            | 70      |
| 7.º           | Simone Consonni  | Cofidis                  | 60      |
| 8.º           | Oliver Naesen    | AG2R Citroën             | 50      |
| 9.º           | Dries De Bondt   | Alpecin-Deceuninck       | 40      |
| 10.º          | Pierre Gautherat | AG2R Citroën             | 35      |